# Division 1 1935-36
La Division 1 1935-36 fue la cuarta temporada del fútbol francés profesional. RC Paris se proclamó campeón con 44 puntos, obteniendo su primer título.

## Equipos participantes
| - Olympique Alès - FC Antibes - AS Cannes - SC Fives - Olympique Lillois - Olympique de Marseille - FC Metz - FC Mulhouse |  | - RC Paris - Red Star Olympique - Stade Rennais UC - Excelsior AC Roubaix - FC Sète - FC Sochaux-Montbéliard - RC Strasbourg - US Valenciennes-Anzin |

## Tabla de posiciones
| Pos. | Equipo                    | Pts. | PJ | G  | E  | P  | GF | GC | Dif. | Clasificación         |
| ---- | ------------------------- | ---- | -- | -- | -- | -- | -- | -- | ---- | --------------------- |
| 1    | RC Paris (C)              | 44   | 30 | 20 | 4  | 6  | 81 | 45 | +36  | Campeón de Liga       |
| 2    | Olympique Lillois         | 41   | 30 | 17 | 7  | 6  | 62 | 32 | +30  |                       |
| 3    | RC Strasbourg             | 39   | 30 | 18 | 3  | 9  | 67 | 37 | +30  |                       |
| 4    | FC Sochaux-Montbéliard    | 35   | 30 | 12 | 11 | 7  | 81 | 34 | +47  |                       |
| 5    | AS Cannes                 | 35   | 30 | 15 | 5  | 10 | 53 | 46 | +7   |                       |
| 6    | Olympique de Marsella     | 33   | 30 | 14 | 5  | 11 | 61 | 55 | +6   |                       |
| 7    | FC Sète                   | 32   | 30 | 14 | 4  | 12 | 49 | 48 | +1   |                       |
| 8    | SC Fives                  | 31   | 30 | 14 | 3  | 13 | 51 | 41 | +10  |                       |
| 9    | Excelsior AC Roubaix      | 31   | 30 | 13 | 5  | 12 | 65 | 56 | +9   |                       |
| 10   | Stade Rennais UC          | 28   | 30 | 10 | 8  | 12 | 44 | 62 | −18  |                       |
| 11   | FC Metz                   | 27   | 30 | 12 | 3  | 15 | 54 | 69 | −15  |                       |
| 12   | FC Antibes                | 25   | 30 | 10 | 5  | 15 | 47 | 68 | −21  |                       |
| 13   | FC Mulhouse               | 22   | 30 | 8  | 6  | 16 | 53 | 89 | −36  |                       |
| 14   | Red Star Olympique        | 19   | 30 | 8  | 3  | 19 | 49 | 68 | −19  |                       |
| 15   | US Valenciennes-Anzin (D) | 19   | 30 | 7  | 5  | 18 | 57 | 87 | −30  | Descenso a Division 2 |
| 16   | Olympique Alès (D)        | 19   | 30 | 5  | 9  | 16 | 39 | 72 | −33  | Descenso a Division 2 |

 Fuente: footballdatabase.eu
Notas:
1. ↑  Campeón de la Copa de Francia

## Resultados
| Local \ Visitante      | ALE | ANT | CAN | EXC | FIV | LIL | MAR | MET | MUL | RCP | RED | REN | SET | SOC | STR | VAL  |
| ---------------------- | --- | --- | --- | --- | --- | --- | --- | --- | --- | --- | --- | --- | --- | --- | --- | ---- |
| Olympique Alès         | —   | 1–2 | 3–1 | 3–2 | 0–3 | 1–1 | 3–3 | 1–1 | 3–3 | 0–2 | 0–0 | 2–6 | 1–2 | 0–2 | 0–0 | 3–5  |
| FC Antibes             | 3–2 | —   | 0–1 | 1–0 | 3–1 | 3–1 | 3–2 | 0–0 | 3–2 | 3–9 | 2–0 | 3–1 | 1–4 | 1–1 | 1–3 | 3–1  |
| AS Cannes              | 3–1 | 2–1 | —   | 2–3 | 1–0 | 0–0 | 3–1 | 2–1 | 2–2 | 0–2 | 2–1 | 6–0 | 3–2 | 1–0 | 0–2 | 5–1  |
| Excelsior AC Roubaix   | 1–1 | 2–0 | 2–0 | —   | 4–3 | 1–2 | 1–1 | 2–3 | 4–0 | 0–2 | 6–4 | 1–1 | 2–0 | 2–2 | 2–1 | 3–1  |
| SC Fives               | 1–2 | 1–1 | 5–1 | 1–0 | —   | 1–1 | 1–2 | 3–0 | 3–0 | 2–0 | 2–1 | 1–3 | 3–0 | 2–1 | 0–1 | 3–2  |
| Olympique Lillois      | 3–0 | 6–3 | 1–1 | 3–2 | 1–0 | —   | 1–0 | 3–0 | 4–0 | 4–0 | 2–1 | 0–0 | 0–2 | 2–3 | 4–0 | 3–0  |
| Olympique de Marsella  | 2–0 | 4–1 | 3–0 | 2–5 | 3–2 | 1–0 | —   | 3–0 | 6–2 | 2–5 | 1–4 | 7–1 | 1–0 | 4–1 | 1–0 | 1–0  |
| FC Metz                | 1–1 | 2–1 | 2–1 | 3–5 | 0–2 | 1–2 | 5–2 | —   | 2–1 | 1–2 | 5–1 | 2–0 | 3–1 | 3–2 | 5–1 | 5–4  |
| FC Mulhouse            | 3–3 | 2–2 | 2–2 | 0–4 | 3–1 | 2–3 | 3–1 | 3–0 | —   | 3–0 | 3–2 | 2–2 | 2–1 | 3–6 | 2–4 | 3–2  |
| RC Paris               | 3–1 | 3–2 | 5–0 | 3–2 | 4–0 | 2–3 | 2–2 | 3–5 | 3–1 | —   | 4–1 | 4–0 | 2–1 | 1–1 | 4–1 | 2–1  |
| Red Star Olympique     | 1–2 | 4–1 | 0–3 | 3–2 | 1–4 | 0–2 | 0–2 | 6–2 | 7–1 | 1–4 | —   | 0–1 | 1–1 | 2–2 | 1–2 | 2–0  |
| Stade Rennais UC       | 2–0 | 2–1 | 1–3 | 2–2 | 2–3 | 1–1 | 1–1 | 2–0 | 5–1 | 0–3 | 3–0 | —   | 1–0 | 1–1 | 2–0 | 1–1  |
| FC Sète                | 1–0 | 4–0 | 2–0 | 1–3 | 1–0 | 2–1 | 1–0 | 2–1 | 3–1 | 1–1 | 3–2 | 4–2 | —   | 1–4 | 3–1 | 1–1  |
| FC Sochaux-Montbéliard | 7–0 | 5–1 | 1–1 | 6–2 | 0–0 | 1–1 | 4–0 | 6–0 | 0–1 | 2–2 | 0–1 | 2–0 | 2–2 | —   | 1–1 | 12–1 |
| RC Strasbourg          | 6–1 | 2–1 | 0–2 | 1–0 | 2–1 | 3–2 | 4–1 | 4–0 | 3–0 | 0–1 | 6–0 | 8–0 | 4–0 | 2–1 | —   | 4–0  |
| US Valenciennes-Anzin  | 2–4 | 0–0 | 2–5 | 4–0 | 1–2 | 1–5 | 2–2 | 3–1 | 8–2 | 5–3 | 0–2 | 3–1 | 5–3 | 0–5 | 1–1 | —    |

Promovidos de la Division 2, quienes jugarán en la Division 1 1936/37:
- FC Rouen: Campeón de la Division 2
- RC Roubaix: Subcampeón de la Division 2

## Goleadores
| # | Jugador               | Nacionalidad  | Club                   | Goles |
| - | --------------------- | ------------- | ---------------------- | ----- |
| 1 | Roger Courtois        | Francia Suiza | FC Sochaux-Montbéliard | 34    |
| 2 | Oskar Rohr            | Alemania Nazi | RC Strasbourg          | 28    |
| 3 | Antoine Franceschetti | Francia       | AS Cannes              | 23    |
| - | René Couard           | Francia       | RC Paris               | 23    |
| 5 | Frederick Kennedy     | Inglaterra    | RC Paris               | 19    |